# دیوید سیلورمن
دیوید سیلورمن (انگلیسی: David Silverman؛ زادهٔ ۱۵ مارس ۱۹۵۷) کارگردان اهل ایالات متحده آمریکا است که بیشتر برای کارگردانی قسمت‌های متعددی از سریال تلویزیونی سیمپسون‌ها شناخته شده است.